# املخ‌گنج
املخ‌گنج (به لاتین: Amlekhganj) یک منطقهٔ مسکونی در نپال است که در Narayani Zone واقع شده‌است.

## خصوصیات
املخ‌گنج ۴٬۰۰۶ نفر جمعیت دارد.